# Paper amate

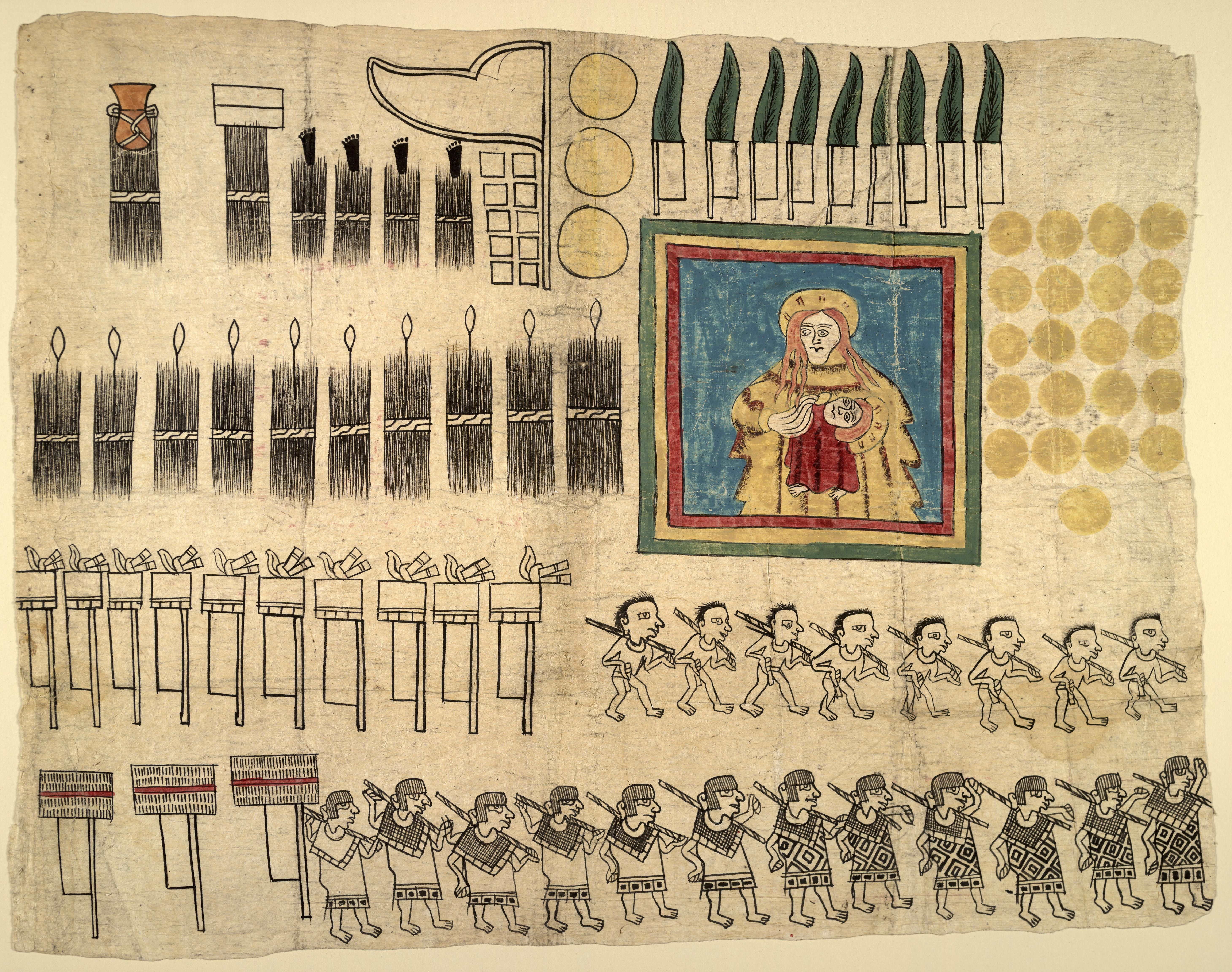
Detall delcòdex de Huexotzinco, pintat sobre paper amate

El  paper amate  (náhuatl: ámatl?) és un tipus de suport vegetal amb un ús que es remunta a l'època precolombina de Mesoamèrica. Se l'anomena paper perquè es fabrica a partir de les escorces internes dels arbres, encara que el procés de manufactura és bastant diferent del que s'empra per a la producció del paper comú. Potser un terme més adequat seria el de tela o tèxtil no filat o no teixit. El paper amate es realitza de manera artesanal, aixafant les escorces dels jonotes blanc i vermell (Ficus cotinifolia i Ficus padifolia), que es couen en aigua amb calç (Miller i Taube, 1993: 131). El resultat és una làmina vegetal fibrosa de colors que van del marró fosc al groc palla. El material és semblant a les teles d'escorça (o barkclothes) elaborades pels pobles autòctons de les illes del Pacífic sud. En època precolombina i al principi de l'època colonial, el paper amate s'elaborava utilitzant l'escorça interna d'altres arbres com el ficus i el morus.
El seu ús a Mesoamèrica s'ha ubicat a la llunyania del preclàssic mitjà, a principis del primer mil·lenni abans de l'era cristiana. Algunes representacions iconogràfiques dels pobles mesoamericans precolombins esmenten l'ús d'aquest material, per exemple, el monument 52 de Sant Lorenzo (sud-est de Veracruz, Mèxic) representa un personatge vestit amb orelleres de paper amate. El paper amate no es va utilitzar solament per a l'elaboració de còdexs mesoamericans, també s'ha trobat en ofrenes precolombines arqueològiques.
Avui dia, es pot trobar a la comunitat otomí Sant Pablito del municipi de Pahuatlán, pertanyent a l'estat de Puebla, que conserva la manufactura del paper amate com una forma d'artesania i foment del turisme.